# Thin Small-Outline Package

Esboço de um TSOP Tipo I com 32 terminais.

Thin Small-Outline Packages ou TSOPs são um tipo de encapsulamento de circuitos integrados usado em montagem superficial. Eles são incrivelmente finos e possuem um espaçamento entre os terminais de até 0,5 mm.
São usados frequentemente em CIs de memória flash ou RAM, devido a sua grande quantidade de terminais e pequeno volume. Todavia, estão sendo suplantados pelos encapsulamentos BGA, os quais podem concentrar densidades ainda mais altas.

## Propriedades físicas
TSOPs possuem formato retangular e duas variedades principais: Tipo I e Tipo II. Os CIs de Tipo I possuem os terminais do lado mais curto, enquanto que os do Tipo II possuem terminais no lado longo. A tabela abaixo mostra as medidas básicas para tipos comuns de TSOP.

### Tipo I
| Componente | Pinos | Largura/mm | Comprimento/mm | Espaçamento/mm |
| ---------- | ----- | ---------- | -------------- | -------------- |
| TSOP28     | 28    | 8,1        | 11,8           | 0,55           |
| TSOP28/32  | 28/32 | 8          | 18,4           | 0,5            |
| TSOP40     | 40    | 10         | 18,4           | 0,5            |
| TSOP48     | 48    | 12         | 18,4           | 0,5            |

### Tipo II
| Componente   | Pinos    | Largura/mm | Comprimento/mm | Espaçamento/mm |
| ------------ | -------- | ---------- | -------------- | -------------- |
| TSOP20/24/26 | 20/24/26 | 7,6        | 17,14          | 1,27           |
| TSOP24/28    | 24/28    | 10,16      | 18,41          | 1,27           |
| TSOP32       | 32       | 10,16      | 20,95          | 1,27           |
| TSOP40/44    | 40/44    | 10,16      | 18,42          | 0,8            |
| TSOP50       | 50       | 10,16      | 20,95          | 0,8            |
| TSOP54       | 54       | 10,16      | 22,22          | 0,8            |
| TSOP66       | 66       | 10,16?     | 22,22          | 0,65           |

## Encapsulamentos similares
Além dos TSOPs, existem vários outros encapsulamentos reduzidos similares para circuitos integrados:
- Small-Outline Integrated Circuit (SOIC)
- Plastic Small-Outline Package (PSOP)
- Shrink Small-Outline Package (SSOP)
- Thin-Shrink Small Outline Package (TSSOP)